# Melanoplus divergens
Melanoplus divergens är en insektsart som beskrevs av Morse 1904. Melanoplus divergens ingår i släktet Melanoplus och familjen gräshoppor. Inga underarter finns listade i Catalogue of Life.